# Ранкен, Тед
Тед Ранкен (англ. Thomas "Ted" Ranken; 18 мая 1875 — 27 апреля 1950, Эдинбург, Великобритания) — британский стрелок, трёхкратный серебряный призёр Олимпийских игр в Лондоне.